# بولدکر لاند
بولدکر لاند (به آلمانی: Samtgemeinde Boldecker Land) یک منطقهٔ مسکونی در آلمان است که در Gifhorn واقع شده‌است. بولدکر لاند ۹٬۸۰۲ نفر جمعیت دارد.